# 医誠会アワー"そこが聴きたい病気のこと" For Your Healthy Life
医誠会アワー “そこが聴きたい病気のこと” Wellbeing for Your Life（いせいかい・アワー・そこがききたいびょうきのこと・ウェルビーイング・フォー・ユア・ライフ）はABCラジオで2013年4月7日より2014年3月30日の日曜日8:10-8:25に放送された医学番組である。

## 概要
2012年10月から半年間放送された「医誠会アワー for Your Healthy Life」の続編である。2013年9月までは「医誠会アワー"そこが聴きたい病気のこと" For Your Healthy Life」として放送。
前編と同じく大阪市東淀川区の医療法人医誠会が協賛・監修し、2回を一つのくくりとして医誠会の医師がそれぞれの専門分野の立場から、医誠会の取り組む医療を通して病気とその治療法についてわかりやすく解説する。

## 医誠会監修・協賛歴代番組
1. 医誠会アワー for Your Healthy Life
2. 医誠会アワー"そこが聴きたい病気のこと" For Your Healthy Life → 医誠会アワー “そこが聴きたい病気のこと” Wellbeing for Your Life
3. 医誠会アワー"生活に寄り添う医療" Wellbeing for Your Life